# Йорктаун (CV-5)
USS „Йорктаун“ (на английски: USS Yorktown, означение CV-5) е самолетоносач на Военноморските сили на Съединените щати, участвал активно в Тихоокеанския театър на военни действия по време на Втората световна война.
Спуснат е на вода на 4 април 1936 година, приет е на служба на 30 септември 1937 година. За разлика от своя предшественик „Рейнджър (CV-4)“, на „Йорктаун“ му липсват добри мореходност и противоторпедна защита, но корабът е снабден с отлично настъпателно и противовъздушно въоръжение. Хангарите на самолетоносача могат да поберат до 96 самолета.

## Втора световна война
През май 1941 година е изпратен от ВМС на САЩ в Атлантика, където се присъединява към така наречения „Неутрален патрул“.
Когато САЩ се включват сред воюващите страни във Втората световна война, самолетоносачът е преведен в Тихия океан. На 1 февруари 1942 година участва в атака срещу окупираните от японската армия Гилбъртови острови, а месец по-късно – в аналогична акция в района на Нова Гвинея.
Под командването на контраадмирал Франк Дж. Флетчър през пролетта на 1942 година „Йорктаун“ участва в битката за Коралово море. На 7 май самолети от авиокрилото потопяват лекия японски самолетоносач „Шохо“.
На следващия ден пикиращите бомбардировачи на „Йорктаун“ атакуват и повреждат самолетоносача „Шокаку“, но японските бомбардировачи атакуват яростно кораба, подкрепени от торпедоносци Накаджима B5N. Въпреки многото американски изтребители и силния зенитен огън, един от японските бомбардировачи успява да пусне бомба, която пада на полетната палуба и нанася тежки поражения, пробива три палуби, унищожава много техника и предизвиква многочислени пожари. Екипажът успява да потуши пожарите и корабът потегля към Пърл Харбър за ремонт.
Ремонтните подразделения успяват да върнат „Йорктаун“ в строя само четири дни преди битката при атола Мидуей.
В изключително тежкото сражение самолети от неговото авиокрило атакуват кораби на Имперския флот. Корабът отново е улучен от 250 kg авиационна бомба, но продължава да приема и изпраща самолети към бойните действия. Едва след като получава две торпедни попадения, самолетоносачът излиза от боя, обхванат от пожари и тежко повреден. На зазоряване екипажът успява да потуши пожарите и започва да изпомпва водата от наводнените отсеци. В този момент е атакуван от японската подводница I-168, която го поразява с две торпеда.
В утрото на 7 юни 1942 година кораба потъва. Загиват 141 души.
Зачеркнат е от регистъра на флота на 2 октомври 1942 година.
Останките от кораба са открити и фотографирани на морското дъно на 19 май 1998 г. от д-р Робърт Балард, известен като откривател на потъналия „Титаник“, на дълбочина около 5,5 km.